# Keltenweg Nahe–Mosel
Der Keltenweg Nahe–Mosel ist ein Fernwanderweg über den Hunsrück.
Im Hunsrück haben sich abseits der Hauptstraßen in den Wäldern und auf den vom Ackerbau nicht erreichten Höhen vielfältige Spuren aus der Vorzeit (Hunsrück-Eifel-Kultur der keltischen Treverer) und der Römerzeit erhalten. Sie werden heute touristisch erschlossen und vermarktet.
Dabei kann man auf frühe Straßen- und Wegeverbindungen zurückgreifen. Wenn diese Trassen heute von Verkehrsstraßen genutzt werden (Bundesstraße 421 bei Kirchberg und weitergeführt als Landesstraße 184 nach Kirn), weicht man auf parallel geführte Feld- und Waldwege aus. Der Keltenweg führt über die (trockenen) Höhen und damit meistens an den Ortschaften, die an den Quellhorizonten liegen, vorbei. Sein Wanderzeichen ist ein weißes K auf grünem Grund.

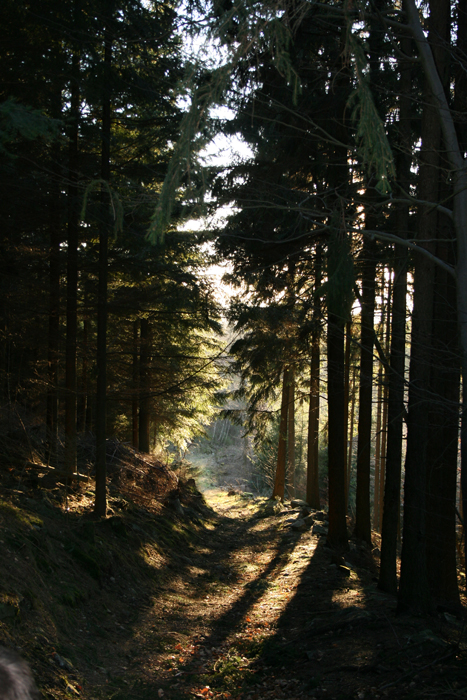
Lützelsoon Waldwanderweg bei Bruschied

Der Keltenweg beginnt an der Nahe in Kirn (Pankratiuskirche), dann geht es durch das Hahnenbachtal steigt auf bei Oberhausen durch den Lützelsoon bis zum Teufelsfels mit Aussichtsturm und Blick zum Ringwall der Altburg über dem Hahnenbachtal. Hier wird der von West nach Ost verlaufende Soonwaldsteig gekreuzt. Durch Woppenroth und an Dickenschied vorbei geht es nach Hecken, in dessen Gemarkung Bannholz ein großes Hügelgräberfeld mit drei Gräbergruppen und etwa 130 Grabhügeln liegt. Der größte Hügel erreicht heute noch die Höhe von 30 m. Einige Hügelgruppen sind mit einem Graben umgeben. Am Etappenziel (20 km) Kirchberg, der ältesten Stadt des Hunsrücks, quert die Trasse die Römerstraße von Bingen nach Neumagen und Trier (das römische Augusta Treverorum), die heute nach ihrer Erwähnung in dessen Reisebericht Ausoniusstraße genannt wird. Sie verläuft auch in Kirchbergs Mitte schnurgerade, wie dies bei Römerstraßen üblich ist.
Von Kirchberg verläuft der Wanderweg parallel zur Bundesstraße 421 (nach Kappel) durch den Kirchberger Stadtwald über den Kronenberg (505 m) randlich durch den Faas-Forst zur Straße, die vom Forstamt Faas kommt, überquerend die Hunsrückhöhenstraße am Hasensteil (525 m) (Hügelgräber im Faas gegenüber der Gastwirtschaft Blümlingshof etwa 300 m entfernt) nordöstlich an Kappel vorbei, die Landesstraße 226 überquerend bis in die Nähe von Reidenhausen. Dort ist mit dem Thonhügel ein mächtiges keltisches Hügelgrab zu sehen. Der Weg führt unmittelbar am Waldrand am Hügel vorbei. Etappenziel ist Mittelstrimmig (18 km). Strimmig hat ein im Sommer geöffnetes Heimatmuseum in einer alten Mühle.
Nach Mittelstrimmig bleibt der Weg auf dem Kamm, geht dann bei der Weißmühle (Ruine) auf einer Brücke von 1850 über den Flaumbach und stößt auf den Moselhöhen dann auf den Archäologiewanderweg Bruttig-Fankel mit vielen Hinweistafeln auf archäologische Sehenswürdigkeiten. Ziel ist Treis und auf der anderen Moselseite Karden (18 km).
Alternativ kann man auch vor Haserich nach Westen über Blankenrath, Hesweiler, Moritzheim, Grenderich mit einem steilen Abstieg zur Mosel bei Senheim wandern und von dort über die Moselhöhen nach Beilstein und Treis/Karden. Dieser Weg ist auch als Rundweg mit der Hauptstrecke, zum Beispiel von Karden aus, begehbar.